# جولي جيبسون
جولي جيبسون (بالإنجليزية: Julie Gibson)‏ هي ممثلة أمريكية، ولدت في 6 سبتمبر 1913 بلويستون في الولايات المتحدة.

## وصلات خارجية
- جولي جيبسون على موقع IMDb (الإنجليزية)
- جولي جيبسون على موقع روتن توميتوز (الإنجليزية)
- جولي جيبسون على موقع أول موفي (الإنجليزية)
- جولي جيبسون على موقع قاعدة بيانات الفيلم (الإنجليزية)